# Кожино (посёлок, Рузский городской округ)
Ко́жино — посёлок в Рузском районе Московской области России в 96 км к западу от Москвы. Входит в состав сельского поселения Дороховское.
До 2006 года посёлок Кожино входил в состав Старониколаевского сельского округа.
Посёлок расположен в центральной части района, в 9 километрах к югу от города Рузы, на правом берегу Москва-реки, высота центра над уровнем моря 172 м. На севере посёлок сросся с одноимённой деревней, на востоке, практически вплотную, примыкает деревня Старониколаево.
В посёлке находится туберкулезный санаторий № 58.
В 10 километрах от посёлка расположена железнодорожная станция на линии Москва — Минск.
Автобусное сообщение с Рузой (№ 22), Нестерово, Дорохово.
Услуги телефонной связи и доступа в Интернет предоставляют операторы Ростелеком, КРЕДО-ТЕЛЕКОМ.
На окраине посёлка — действующая церковь Воскресения Словущего 1852 года постройки, изначально относившаяся к деревне Кожино.

## Население
| 2002 | 2006  | 2010  |
| ---- | ----- | ----- |
| 1339 | ↗1418 | ↘1124 |